# إيفان إيرا فاربر
إيفان إيرا فاربر (بالإنجليزية: Evan Ira Farber)‏ هو أمين مكتبة أمريكي، ولد في 30 يونيو 1922 في ذا برونكس في الولايات المتحدة، وتوفي في 12 فبراير 2009 في ريتشموند في الولايات المتحدة.